# UEFA Futsal Champions League 2021-2022 - Turno preliminare

## Sorteggio
Il sorteggio per il turno preliminare si è tenuto il 7 luglio alle 14:00 CEST a Nyon. Si qualificano al turno principale le prime classificate di ogni girone e la migliore seconda. Le 32 squadre sono state divise in 4 fasce in base al coefficiente per club.
La procedura di sorteggio prevedeva 5 urne: la prima conteneva le squadre ospitanti, sorteggiate per prime e inserite nei gruppi in ordine di uscita e nella loro fascia di riferimento, dopodiché sono state sorteggiate le rimanenti squadre di quarta fascia, contenute nell'urna n°2, per poi proseguire con le squadre di terza, seconda e, infine, prima fascia. I club di Serbia e Kosovo non potevano essere sorteggiati nello stesso gruppo per decisione del Comitato Esecutivo dell'UEFA.
| Urna 1 (ospitanti) | Urna 2 (4ª fascia)                                                                        | Urna 3 (3ª fascia)                                                        | Urna 4 (2ª fascia)                                         | Urna 5 (1ª fascia)                                                         |
| --- | ----------------------------------------------------------------------------------------- | ------------------------------------------------------------------------- | ---------------------------------------------------------- | -------------------------------------------------------------------------- |
| - - Weilimdorf (1ª fascia) - Minerva (1ª fascia) - Proekt (2ª fascia) - Doukas (2ª fascia) - Viimsi (2ª fascia) - Raba (3ª fascia) - Tirana (3ª fascia) - Titograd (4ª fascia) | - - Utleira - Tavşançalı - Cefn Druids - Europa FC - Sparta Belfast - Fiorentino - Encamp | - - Hammarby - Helvecia - Varna City - Diamant Linz - Blue Magic - Ashdod | - - KaDy - Liqeni - CIU - Differdange 03 - Dinamo Chișinău | - - St. Andrews - Araz Naxçıvan - APOEL - Gentofte - Haladás - FON Banjica |

## Risultati
Le gare si svolgeranno tra il 21 e il 25 agosto. Gli orari sono CEST, come indicato dall'UEFA. Gli orari locali, se differenti, sono indicati tra parentesi.

### Gruppo A
| Squadra     | P.ti | G | V | N | P | GF | GS | DR  |
| ----------- | ---- | - | - | - | - | -- | -- | --- |
| St. Andrews | 9    | 3 | 3 | 0 | 0 | 18 | 0  | +18 |
| Proekt      | 6    | 3 | 2 | 0 | 1 | 14 | 6  | +8  |
| Cefn Druids | 3    | 3 | 1 | 0 | 2 | 6  | 15 | -9  |
| Ashdod      | 0    | 3 | 0 | 0 | 3 | 2  | 19 | -17 |

| Arbitri: | Filipe Gonçalo Santos Duarte Damian Grabowski Telmen Undrakh |
| Crono:   | Marjan Mladenovski                                           |

|                                                                         |           |  |
| Maikinho 3'08'’, 12'28'’ Azzopardi 6'20'’ Răducu 17'28'’ Telisi 34'12'’ | Marcatori |  |

| Arbitri: | Alem Bajrovic Telmen Undrakh Damian Grabowski |
| Crono:   | Marjan Mladenovski                            |

|  |           |                                                                                                |
|  | Marcatori | 1'11'’ Krstevski 18'54'’ (aut.) Diedunov 22'50'’, 37'57'’, 39'38'’ Petrović 36'16'’ Todorovski |

| Arbitri: | Damian Grabowski Alem Bajrovic Filipe Gonçalo Santos Duarte |
| Crono:   | Marjan Mladenovski                                          |

|  |           | |
|  | Marcatori | 2'10'’ (aut.) Noyman 2'48'’ Maikinho 3'40'’ Hebberth Bolt 8'49'’, 31'08'’ Nikvashvili 11'15'’ Celino Alves 18'25'’ (rig.) Răducu 35'32'’ Zammit |

| Arbitri: | Telmen Undrakh Filipe Gonçalo Santos Duarte Alem Bajrovic |
| Crono:   | Marjan Mladenovski                                        |

| |           |              |
| Rangotov 9'13'’, 9'58'’, 35'08'’ Mehmedinovikj 14'54'’, 31'56'’ Mihajlov 22'31'’, 30'10’ Todorovski 36'22'’ | Marcatori | 15'13'’ Wise |

| Arbitri: | Alem Bajrovic Telmen Undrakh Filipe Gonçalo Santos Duarte |
| Crono:   | Marjan Mladenovski                                        |

|                                                                           |           |                                     |
| Saunders 11'04'’ Dobson 18'56'’ Wise 24'42'’, 37'41'’ Deer 37'52'’ (rig.) | Marcatori | 15'27'’ I. Shkolnik 21'36'’ Voronin |

| Arbitri: | Damian Grabowski Filipe Gonçalo Santos Duarte Alem Bajrovic |
| Crono:   | Marjan Mladenovski                                          |

|  |           |                                                                                 |
|  | Marcatori | 7'26'’, 10'04'’, 34'09'’ Hebberth Bolt 11'32'’ (aut.) Gligorov 38'25'’ Maikinho |

### Gruppo B
| Squadra         | P.ti | G | V | N | P | GF | GS | DR  |
| --------------- | ---- | - | - | - | - | -- | -- | --- |
| Dinamo Chișinău | 9    | 3 | 3 | 0 | 0 | 10 | 6  | +4  |
| Minerva         | 6    | 3 | 2 | 0 | 1 | 25 | 6  | +19 |
| Varna City      | 3    | 3 | 1 | 0 | 2 | 4  | 7  | -3  |
| Fiorentino      | 0    | 3 | 0 | 0 | 3 | 4  | 24 | -20 |

| Arbitri: | Giulio Colombin Denys Kutsyi George Jansizian |
| Crono:   | Darko Boskovic                                |

|                                                 |           |                         |
| Yaparama 6'17'’ Bagriak 10'59'’ Tanskyi 14'49'’ | Marcatori | 8'12'’, 20'42'’ Moretti |

| Arbitri: | Ingo Heemsoth George Jansizian Denys Kutsyi |
| Crono:   | Darko Boskovic                              |

|  |           |                                                                     |
|  | Marcatori | 5'32'’ (aut.) Stoykov 17'22'’ Aguiar 35'27'’ Kosmann 36'49'’ Mezger |

| Arbitri: | Denys Kutsyi Ingo Heemsoth Giulio Colombin |
| Crono:   | Darko Boskovic                             |

|  |           |                               |
|  | Marcatori | 35'16'’ Negara 39'37'’ Hrynyk |

| Arbitri: | George Jansizian Giulio Colombin Ingo Heemsoth |
| Crono:   | Darko Boskovic                                 |

| |           |                  |
| Aguiar 0'54'’, 8'33'’, 22'33'’, 38'32'’ Caio Japa 2'29'’, 10'29'’ D. Machado 10'15'’, 20'16'’, 22'04'’, 35'07'’ Maiani 15'36'’ (aut.) Marcoyannakis 16'58'’, 31'46'’ Santona 26'53'’ Ljamalari 30'43'’ Lumbu 37'08'’ Mezger 37'28'’ | Marcatori | 27'32'’ Esposito |

| Arbitri: | Denys Kutsyi George Jansizian Ingo Heemsoth |
| Crono:   | Darko Boskovic                              |

|                    |           |                                                              |
| Pasqualini 29'27'’ | Marcatori | 11'36'’ Kuzov 13'21'’ Vasilev 15'08'’ Petev 33'51'’ Zhylchuk |

| Arbitri: | Giulio Colombin Ingo Heemsoth George Jansizian |
| Crono:   | Darko Boskovic                                 |

|                                                           |           |                                                              |
| D. Machado 3'56'’ Saliou 13'38'’, 30'31'’, 35'15'’ (rig.) | Marcatori | 8'53'’, 15'56'’, 26'18'’ Negara 20'06'’ Tsoi 37'20'’ Tanskyi |

### Gruppo C
| Squadra        | P.ti | G | V | N | P | GF | GS | DR |
| -------------- | ---- | - | - | - | - | -- | -- | -- |
| Haladás        | 9    | 3 | 3 | 0 | 0 | 12 | 6  | +6 |
| Differdange 03 | 3    | 3 | 1 | 0 | 2 | 9  | 10 | -1 |
| Tirana         | 3    | 3 | 1 | 0 | 2 | 8  | 9  | -1 |
| Utleira        | 3    | 3 | 1 | 0 | 2 | 7  | 11 | -4 |

| Arbitri: | Hikmat Qafarli Stephen Vella Raafat Al Hamola |
| Crono:   | Kreshnik Hakrama                              |

|                                                                              |           |             |
| Diniz De Souza 4'58'’, 28'12'’ Sipos 14'06'’ Dróth 27'02'’ Gerencsér 29'15'’ | Marcatori | 12'53'’ Vie |

| Arbitri: | Gordon McCabe Raafat Al Hamola Stephen Vella |
| Crono:   | Kreshnik Hakrama                             |

|                                                  |           |                                                           |
| De Sa Lima Torres 29'05'’ Da Silva Bocum 38'41'’ | Marcatori | 25'39'’, 28'16'’ Qerimi 38'27'’ Selmanaj 38'53'’ Kelmendi |

| Arbitri: | Stephen Vella Gordon McCabe Hikmat Qafarli |
| Crono:   | Arlind Subashi                             |

|                                                     |           |                                                  |
| Da Silva Bocum 12'16'’ Teka 16'59'’ (rig.), 35'22'’ | Marcatori | 12'46'’, 23'01'’ Dróth 34'01'’ Vas 37'42'’ Dávid |

| Arbitri: | Raafat Al Hamola Hikmat Qafarli Gordon McCabe |
| Crono:   | Arlind Subashi                                |

|                         |           |                                                           |
| Qerimi 26'18'’, 32'20'’ | Marcatori | 5'36'’ Vie 25'55'’ Moen 28'20'’ Økland 37'17'’ Andreassen |

| Arbitri: | Hikmat Qafarli Raafat Al Hamola Stephen Vella |
| Crono:   | Arlind Subashi                                |

|                            |           |                                                             |
| Welo 3'08'’ Økland 26'34'’ | Marcatori | 9'04'’ Tavares 32'38'’, 37'22'’, 38'59'’ de Azevedo e Silva |

| Arbitri: | Gordon McCabe Stephen Vella Raafat Al Hamola |
| Crono:   | Arlind Subashi                               |

|                              |           |                                                 |
| Mejzini 15'52'’ Alaj 38'16'’ | Marcatori | 5'08'’ Diniz De Souza 9'32'’ Nagy 35'59'’ Dróth |

### Gruppo D
| Squadra        | P.ti | G | V | N | P | GF | GS | DR  |
| -------------- | ---- | - | - | - | - | -- | -- | --- |
| Hammarby       | 6    | 3 | 2 | 0 | 1 | 16 | 9  | +7  |
| Gentofte       | 6    | 3 | 2 | 0 | 1 | 12 | 11 | +1  |
| Viimsi         | 6    | 3 | 2 | 0 | 1 | 16 | 7  | +9  |
| Sparta Belfast | 0    | 3 | 0 | 0 | 3 | 5  | 22 | -17 |

| Arbitri: | Ruben António Cardoso Santos Bogdan Hanceariuc Joern Te Kloeze |
| Crono:   | Grigori Ošomkov                                                |

|                                         |           |                             |
| Fogt 9'14'’ Falck 13'33'’ Bonde 15'36'’ | Marcatori | 8'22'’ Wilson 22'06'’ Gomes |

| Arbitri: | Michael Christofides Joern Te Kloeze Bogdan Hanceariuc |
| Crono:   | Grigori Ošomkov                                        |

|                                                      |           |                       |
| Homquist 2'02'’ Pahlevan 15'04'’ Li. Makolli 15'29'’ | Marcatori | 18'43'’ Sebiskveradze |

| Arbitri: | Joern Te Kloeze Ruben António Cardoso Santos Michael Christofides |
| Crono:   | Grigori Ošomkov                                                   |

|                                                                       |           |                                                                                     |
| Homquist 13'06'’, 19'56'’ Yasar 27'50'’ Pahlevan 36'38'’ Diaz 38'38'’ | Marcatori | 7'12'’, 35'22'’ (t.l.) Jørgensen 7'57'’ Bonde 18'06'’ Hansen 29'45'’, 33'21'’ Falck |

| Arbitri: | Bogdan Hanceariuc Michael Christofides Ruben António Cardoso Santos |
| Crono:   | Grigori Ošomkov                                                     |

| |           |                |
| Makarov 1'53'’ Ivanov 4'56'’ Shamli 5'14'’, 6'03'’ Sebiskveradze 7'22'’, 19'17'’ Zhalobkov 7'47'’ Bõstrov 24'07'’ Peljo 24'35'’ Kostin 31'16'’, 32'23'’ | Marcatori | 19'35'’ Glover |

| Arbitri: | Bogdan Hanceariuc Joern Te Kloeze Michael Christofides |
| Crono:   | Grigori Ošomkov                                        |

|                              |           | |
| Camara 29'42'’ Roohi 38'34'’ | Marcatori | 9'25'’ Homquist 10'43'’, 35'52'’ Diaz 12'01'’, 28'05'’ Almendra Cifuentes 15'07'’ Browne 25'21'’ Tomevski 35'00'’ Li. Makolli |

| Arbitri: | Ruben António Cardoso Santos Michael Christofides Joern Te Kloeze |
| Crono:   | Grigori Ošomkov                                                   |

|                                                                         |           |                                         |
| Shamli 19'05'’ Zhalobkov 23'12'’ El-Ouaz 34'40'’ (aut.) Makarov 36'16'’ | Marcatori | 4'27'’, 12'30'’ Rasmussen 21'31'’ Falck |

### Gruppo E
| Squadra     | P.ti | G | V | N | P | GF | GS | DR |
| ----------- | ---- | - | - | - | - | -- | -- | -- |
| FON Banjica | 9    | 3 | 3 | 0 | 0 | 10 | 2  | +8 |
| Titograd    | 6    | 3 | 2 | 0 | 1 | 6  | 3  | +3 |
| Blue Magic  | 3    | 3 | 1 | 0 | 2 | 6  | 9  | -3 |
| CIU         | 0    | 3 | 0 | 0 | 3 | 2  | 10 | -8 |

| Arbitri: | Yiangos Yiangou Jernej Petek Done Ristovski |
| Crono:   | Vukic Femic                                 |

|                                                         |           |                      |
| Radovanović 8'12'’, 14'33'’ Ramić 20'44'’ Pešić 24'57'’ | Marcatori | 37'59'’ Lemes Soares |

| Arbitri: | Paavo Komppa Done Ristovski Jernej Petek |
| Crono:   | Vukic Femic                              |

|  |           |                                   |
|  | Marcatori | 36'05'’ Efovic 37'31'’ Il. Mugoša |

| Arbitri: | Jernej Petek Yiangos Yiangou Paavo Komppa |
| Crono:   | Vukic Femic                               |

|  |           |                                                  |
|  | Marcatori | 22'08'’ Stanković 35'00'’ Rajčević 37'12'’ Ramić |

| Arbitri: | Done Ristovski Paavo Komppa Yiangos Yiangou |
| Crono:   | Vukic Femic                                 |

|                                              |           |  |
| Markovic 15'03'’, 34'28'’ Il. Mugoša 36'49'’ | Marcatori |  |

| Arbitri: | Yiangos Yiangou Jernej Petek Paavo Komppa |
| Crono:   | Vukic Femic                               |

|                                                                                              |           |                                         |
| Saldanha de Oliveria 3'48'’ Lemes Soares 16'35'’, 37'21'’ dos Santos 20'51'’ Kowaluk 39'57'’ | Marcatori | 12'13'’ Kharatishvili 15'34'’ Kakabadze |

| Arbitri: | Done Ristovski Paavo Komppa Jernej Petek |
| Crono:   | Vukic Femic                              |

|                   |           |                                                        |
| Obradović 21'15'’ | Marcatori | 2'03'’ Ramić 10'36'’ Milosavljevic 12'12'’ Radovanović |

### Gruppo F
| Squadra       | P.ti | G | V | N | P | GF | GS | DR  |
| ------------- | ---- | - | - | - | - | -- | -- | --- |
| KaDy          | 7    | 3 | 2 | 1 | 0 | 23 | 7  | +16 |
| Araz Naxçıvan | 7    | 3 | 2 | 1 | 0 | 21 | 10 | +11 |
| Raba          | 3    | 3 | 1 | 0 | 2 | 12 | 16 | +4  |
| Europa FC     | 0    | 3 | 0 | 0 | 3 | 8  | 31 | -23 |

| Arbitri: | Dario Pezzuto Drazen Vukcevic Panagiotis Ntalas |
| Crono:   | Kiazo Leladze                                   |

| |           |                       |
| Diaz Gallego 4'13'’ (aut.) Maneca 5'07'’, 29'57'’, 39'11'’ Shojaei 8'08'’ Bağırov 10'52'’ Felipinho 20'07’, 38'58'’ Atayev 27'13'’ | Marcatori | 33'54'’, 34'22'’ Diaz |

| Arbitri: | Daniele D'Adamo Panagiotis Ntalas Drazen Vukcevic |
| Crono:   | Kiazo Leladze                                     |

|                                                                                       |           |  |
| Strazdiņš 4'07'’ (aut.) Italo 12'32'’ Lintula 24'03'’ Laitinen 32'30'’ Intala 37'05'’ | Marcatori |  |

| Arbitri: | Drazen Vukcevic Dario Pezzuto Daniele D'Adamo |
| Crono:   | Kiazo Leladze                                 |

|                                                        |           |                                                                |
| Italo 12'15'’, 29'56'’ Intala 12'40'’ Korsunov 21'37'’ | Marcatori | 6'21'’ Bağırov 7'22'’ Maneca 15'49'’ Felipinho 33'00'’ Shojaei |

| Arbitri: | Panagiotis Ntalas Daniele D'Adamo Dario Pezzuto |
| Crono:   | Kiazo Leladze                                   |

| |           |                                                  |
| Ar. Kuļešovs 0'58'’ Al. Kuļešovs 6'45'’ Sabará 23'24'’ Strazdiņš 23'39'’ Tarakanovs 24'25'’ Rožkovskis 34'29'’, 39'37'’ Hercbergs 35'07'’ | Marcatori | 24'40'’ Fraile 27'50'’ Suazo Torres 38'58'’ Diaz |

| Arbitri: | Daniele D'Adamo Panagiotis Ntalas Drazen Vukcevic |
| Crono:   | Kiazo Leladze                                     |

|                                                  |           | |
| Diaz Gallego 4'21'’ Diaz 11'09'’ Fortuna 16'02'’ | Marcatori | 2'30'’, 5'32'’, 24'38'’ Korsunov 3'02'’ Intala 7'01'’, 18'06'’, 22'42'’ M. Kytölä 12'14'’, 30'00'’, 32'22'’, 33'55'’ J. Kytölä 13'41'’ Italo 35'02'’, 39'17'’ Lintula |

| Arbitri: | Dario Pezzuto Drazen Vukcevic Panagiotis Ntalas |
| Crono:   | Kiazo Leladze                                   |

|                                                                            |           | |
| Ar. Kuļešovs 11'29'’ Bogdanovs 15'03'’ Jakovļevs 20'54'’ Strazdiņš 29'23'’ | Marcatori | 0'24'’, 32'20'’ Maneca 18'16'’ Felipinho 22'30'’, 32'40'’ Bağırov 23'33'’ Atayev 26'00'’ (rig.), 29'37'’ Çovdarov |

### Gruppo G
| Squadra      | P.ti | G | V | N | P | GF | GS | DR  |
| ------------ | ---- | - | - | - | - | -- | -- | --- |
| Diamant Linz | 7    | 3 | 2 | 1 | 0 | 22 | 10 | +12 |
| Doukas       | 7    | 3 | 2 | 1 | 0 | 13 | 6  | +7  |
| Encamp       | 3    | 3 | 1 | 0 | 2 | 2  | 16 | -14 |
| APOEL        | 0    | 3 | 0 | 0 | 3 | 9  | 14 | -5  |

| Arbitri: | Javier Moreno Reina Filip Nesnera Jagnar Jakobson |
| Crono:   | Nikolaos-Andreas Pachakis                         |

|                  |           |                               |
| Vassiliou 8'34'’ | Marcatori | 11'40'’ Alves 25'01'’ Saviola |

| Arbitri: | Nebojsa Panic Jagnar Jakobson Filip Nesnera |
| Crono:   | Nikolaos-Andreas Pachakis                   |

|                                                                     |           |                                                       |
| Pavic 16'30'’ Arnautovic 27'16'’ (rig.) Marinkovic 28'28'’, 31'59'’ | Marcatori | 5'11'’, 23'10'’ Martins 20'37'’ Tsinas 33'50'’ Floros |

| Arbitri: | Jagnar Jakobson Javier Moreno Reina Nebojsa Panic |
| Crono:   | Nikolaos-Andreas Pachakis                         |

|                                                              |           |  |
| Tsinas 8'23'’, 20'24'’ Karambelas 35'11'’ Kondylatos 37'24'’ | Marcatori |  |

| Arbitri: | Filip Nesnera Nebojsa Panic Javier Moreno Reina |
| Crono:   | Nikolaos-Andreas Pachakis                       |

|                                                                                               |           |                                                                                                  |
| Marinkovic 8'20'’, 11'31'’, 21'15'’, 37'50'’ Pavlovic 27'42'’ Nuhanovic 32'31'’ Pavic 36'30'’ | Marcatori | 5'50'’ (rig.), 29'34'’ Skarparis 6'25'’ Dimitriou 19'19'’ Mosna Guirelli 28'19'’, 29'51'’ Omirou |

| Arbitri: | Javier Moreno Reina Jagnar Jakobson Nebojsa Panic |
| Crono:   | Nikolaos-Andreas Pachakis                         |

|  |           | |
|  | Marcatori | 3'53'’, 8'16'’, 22'02'’ Pavlovic 8'50'’, 21'12'’, 22'43'’, 24'18'’, 38'12'’ Marinkovic 15'06'’ Arnautovic 35'54'’, 36'56'’ Pavic |

| Arbitri: | Filip Nesnera Nebojsa Panic Javier Moreno Reina |
| Crono:   | Nikolaos-Andreas Pachakis                       |

|                                                                       |           |                                       |
| Tsinas 9'24’, 31'14'’ Martins 9'45'’ Karavidas 27'18'’ Floros 39'52'’ | Marcatori | 37'35'’ Psilogenis 38'58'’ Nikolaidis |

### Gruppo H
| Squadra    | P.ti | G | V | N | P | GF | GS | DR  |
| ---------- | ---- | - | - | - | - | -- | -- | --- |
| Liqeni     | 9    | 3 | 3 | 0 | 0 | 15 | 8  | +7  |
| Weilimdorf | 6    | 3 | 2 | 0 | 1 | 19 | 11 | +8  |
| Helvecia   | 3    | 3 | 1 | 0 | 2 | 20 | 19 | +1  |
| Tavşançalı | 0    | 3 | 0 | 0 | 3 | 4  | 20 | -16 |

| Arbitri: | Pablo Delgado Sastre Marco Rothenfluh Michael Lima De Sousa |
| Crono:   | Maximilian Alkofer                                          |

|                                                                                                |           |  |
| Bezirgan 2'52'’ (aut.) Sanchez Nagles 4'26'’ Shq. Brahimi 10'30'’ Diaz 13'10'’ Shkodra 16'01'’ | Marcatori |  |

| Arbitri: | Kaloyan Kirilov Michael Lima De Sousa Marco Rothenfluh |
| Crono:   | Maximilian Alkofer                                     |

| |           | |
| Palfreeman 15'37'’ (rig.) Ferras 16'17'’ Nerin Pena 17'40'’ Ribeiro 19'49'’ José Carlos 22'22'’, 30'01'’ Fernandez Romero 36'06'’ | Marcatori | 4'12'’, 35'17'’ Sözer 10'23'’ Čačić 11'01'’ Ivankovic 21'30'’ Bunar 21'58'’, 30'01'’ Gudasic 22'12'’, 35'49'’ Bozinovic |

| Arbitri: | Marco Rothenfluh Kaloyan Kirilov Pablo Delgado Sastre |
| Crono:   | Maximilian Alkofer                                    |

|                                                                                            |           |                                                                                       |
| Dju 26'45'’ Tijerin Lopez 28'40'’ Araujo Sanchez 28'54'’, 32'44'’ Ribeiro 33'49'’, 34'59'’ | Marcatori | 14'59'’, 39'10'’ Abril 15'59'’, 22'59'’, 31'10'’, 39'52'’ Diaz 25'59'’ Sanchez Nagles |

| Arbitri: | Michael Lima De Sousa Pablo Delgado Sastre Kaloyan Kirilov |
| Crono:   | Maximilian Alkofer                                         |

| |           |                |
| Đuraš 9'24'’ Čačić 17'38'’, 22'06'’, 37'27'’ Corluka 20'30'’ Sözer 25'08'’, 39'46'’ (rig.) Dikic 34'36'’ | Marcatori | 35'22'’ Güvenç |

| Arbitri: | Michael Lima De Sousa Kaloyan Kirilov Marco Rothenfluh |
| Crono:   | Maximilian Alkofer                                     |

|                                                   |           | |
| Bezirgan 31'29'’ Cem Keskin 33'01'’ Yiğit 39'45'’ | Marcatori | 3'06'’ Tijerin Lopez 4'05'’ Palfreeman 18'13'’ Araujo Sanchez 25'13'’, 39'20'’ Nerin Pena 28'49'’ Fernandez Romero 37'43'’ Ferras |

| Arbitri: | Pablo Delgado Sastre Marco Rothenfluh Kaloyan Kirilov |
| Crono:   | Maximilian Alkofer                                    |

|                       |           |                                                        |
| Đuraš 3'44'’, 24'37'’ | Marcatori | 1'52'’ Shkodra 29'32'’ Ramadani 37'25'’ Sanchez Nagles |

### Confronto tra le seconde classificate
| Gruppo   | Squadra        | Pt | G | V | N | P | GF | GS | DR  |
| -------- | -------------- | -- | - | - | - | - | -- | -- | --- |
| Gruppo F | Araz Naxçıvan  | 7  | 3 | 2 | 1 | 0 | 21 | 10 | +11 |
| Gruppo G | Doukas         | 7  | 3 | 2 | 1 | 0 | 13 | 6  | +7  |
| Gruppo B | Minerva        | 6  | 3 | 2 | 0 | 1 | 25 | 6  | +19 |
| Gruppo H | Weilimdorf     | 6  | 3 | 2 | 0 | 1 | 19 | 11 | +8  |
| Gruppo A | Proekt         | 6  | 3 | 2 | 0 | 1 | 14 | 6  | +8  |
| Gruppo E | Titograd       | 6  | 3 | 2 | 0 | 1 | 6  | 3  | +3  |
| Gruppo D | Gentofte       | 6  | 3 | 2 | 0 | 1 | 12 | 11 | +1  |
| Gruppo C | Differdange 03 | 3  | 3 | 1 | 0 | 2 | 9  | 10 | -1  |

Legenda:
      Turno principale
Regole per gli ex aequo: 1) punti; 2) differenza reti; 3) reti segnate; 4) punti disciplinari; 5) ranking UEFA al sorteggio; 6) sorteggio